# I Think We're Alone Now (filme)
I Think We're Alone Now é um filme de drama estadunidense de 2018 dirigido e escrito por Reed Morano e Mike Makowsky. Estrelado por Peter Dinklage e Elle Fanning, estreou no Festival Sundance de Cinema em 22 de janeiro de 2018.

## Elenco
- Peter Dinklage - Del
- Elle Fanning - Grace
- Paul Giamatti[3]
- Charlotte Gainsbourg[3]